# 快進

开源字体Font Awesome中的快进图标

快轉（英語：fast forward）是指以快于正常的速度播放音頻或視頻。在播放器等地方的媒体控制按钮和界面上，该功能通常以两个指向右边的实心箭头来表示。快進符号在unicode中表示为U+23E9 ⏩ 。